# Idaea auriflua
Idaea auriflua là một loài bướm đêm trong họ Geometridae.